# クイズ競艇ダービー
『クイズ競艇ダービー』（クイズきょうていダービー）は、2004年10月から2006年まで、日本レジャーチャンネル（JLC）で放送されていた、競艇をテーマにしたクイズバラエティ番組。
TBSで放送された人気クイズ番組『クイズダービー』の姉妹版でもあり、スタジオセットや番組内のBGM、さらには本編前のオープニングキャッチまでが、本家に似せた作りになっている（本家はロート製薬の「ロート」だったが、当番組では「ボート」となっている）。
当初は「全日本選手権競走」のPR番組として制作され、その後も特別番組として2回放送された。これらがいずれも好評だったため、2005年4月からは月1回の定期番組となった。
2012年現在、ニコニコ動画内にあるJLCの公式チャンネル「ニコニコ BOAT RACE@JLC」にて、過去に放送された番組動画が有料配信されている。

## ルール
基本的なルールは本家『クイズダービー』と同様。
毎回3チームの出場者（2人1組、通常は視聴者）と5人の回答者が登場。競艇に関する様々なクイズを10問出題し、出場者は誰が正解するかを予想し、持ち点（3000点からスタート）を範囲内で賭ける。解答者には問題に応じた倍率（最終問題はこれが更に2倍になる）が設定されており、出場者が指名した解答者が正解した場合は、賭け点に解答者の倍率をかけた得点が与えられ、不正解だと賭け点分がマイナスとなる。ただし解答者が全員不正解の場合は、点数の増減はなく賭け点はすべて返還される（番組内ではこの事態を「特払い」と表すが、本来の意味とは異なる）。なお本家とは異なり、この番組では賭け点を賭けた時点で持ち点が減る仕組みになっている（通常の競艇と同じ）。
10問終了した時点で、最も持ち点が多いチームがトップ賞となり、トロフィーと番組のセットをモデルにしたミニチュア模型のフルセットがプレゼントされる（なお参加者全員にも、もれなくレギュラーセットがプレゼントされる）。さらに10万点を越えてのトップ賞だった場合は、賞金10万円がプレゼントされる。
なお問題は、視聴者が投稿することもできる。採用されると前述のセットミニチュアのレギュラーセットがプレゼントされる。また毎回、現役の競艇選手からの出題も1,2問ある。

## 出演者

### 司会
- 荻野滋夫（フリーアナウンサー） - 第4回から、本家司会の大橋巨泉を意識し、黒縁のメガネを着用していた。
- 松田純（タレント）

### 解答者
番組では競艇のレースに見立て、枠を「○号艇」と表す。
| 放送日 | 放送回 | 1号艇    | 2号艇    | 3号艇    | 4号艇    | 5号艇（ゲスト枠） |
| ------ | ------ | -------- | -------- | -------- | -------- | ----------------- |
|        | 第01回 | 小島武夫 | 夢大作   | 佐藤正子 | 長嶺豊   | 小畑麻美          |
|        | 第02回 | 小島武夫 | 夢大作   | 佐藤正子 | 長嶺豊   | 山本優子          |
|        | 第03回 | 小島武夫 | 夢大作   | 佐藤正子 | 長嶺豊   | 山元 愛           |
|        | 第04回 | 小島武夫 | 佐山夏子 | 夢大作   | 佐藤正子 | 小寺謙三          |
|        | 第05回 | 小島武夫 | 佐山夏子 | 夢大作   | 佐藤正子 | 内田和男          |
|        | 第06回 | 小島武夫 | 佐山夏子 | 夢大作   | 佐藤正子 | 喜多條忠          |
|        | 第07回 | 小島武夫 | 佐山夏子 | 夢大作   | 佐藤正子 | 金子一広          |
|        | 第08回 | 小島武夫 | 佐山夏子 | 夢大作   | 佐藤正子 | 荒井沙紀          |
|        | 第09回 | 小島武夫 | 佐山夏子 | 夢大作   | 佐藤正子 | 立川談春          |
|        | 第10回 | 喜多條忠 | 佐山夏子 | 夢大作   | 佐藤正子 | 山田智彦          |
|        | 第11回 | 喜多條忠 | 佐山夏子 | 夢大作   | 佐藤正子 | 坂上 忍           |
|        | 第12回 | 喜多條忠 | 佐山夏子 | 夢大作   | 佐藤正子 | 内田和男          |
|        | 第13回 | 喜多條忠 | 佐山夏子 | 夢大作   | 佐藤正子 | 坂田博昭          |
|        | 第14回 | 喜多條忠 | 佐山夏子 | 夢大作   | 佐藤正子 | 山本泰照          |
|        | 第15回 | 喜多條忠 | 佐山夏子 | 夢大作   | 佐藤正子 | 高石順成          |

なお倍率は、1号艇には5倍-6倍、2・5号艇には3倍-4倍、3･4号艇には2倍-3倍がつくことが多い。また小島は解答を諦めることが多く、堂々と「分からない」と書くことがあった。
出演者肩書き
1. ↑  プロ雀士。
2. 1 2  コメディアン、イベント司会者、SG・GI競艇テレビ中継解説者。
3. 1 2  競艇解説者。
4. ↑  競艇解説者。
5. ↑  グラビアアイドル。
6. ↑  雑誌「Boat Boy」キャンペーンガール。
7. ↑  元競艇選手。
8. ↑  競艇キャスター。
9. ↑  競艇解説者。
10. 1 2  フリーアナウンサー。
11. 1 2  作詞家。
12. ↑  雑誌「Boat Boy」編集長。
13. ↑  雑誌「Boat Boy」キャンペーンガール。
14. ↑  落語家。
15. ↑  競艇実況アナウンサー。
16. ↑  俳優。
17. ↑  フリーアナウンサー。
18. ↑  元競艇選手、競艇解説者。
19. ↑  フリーアナウンサー。